# Palmovka metróállomás
Palmovka egy metróállomás Prágában a prágai B metró vonalán.

## Szomszédos állomások
A metróállomáshoz az alábbi állomások vannak a legközelebb:
- Invalidovna (Zličín)
- Českomoravská (Černý Most)

## Átszállási kapcsolatok
| B (Zličín ↔ Černý Most) |                                                                         |                         |
| Állomás                 | Átszállási kapcsolatok                                                  | Fontosabb létesítmények |
| Palmovka                | 109, 140, 185, 302, 903, 953, H1 1, 3, 8, 10, 12, 16, 25, 92, 94, 95 58 |                         |